# Guêpe (constellation)
Pour les articles homonymes, voir Guêpe (homonymie).

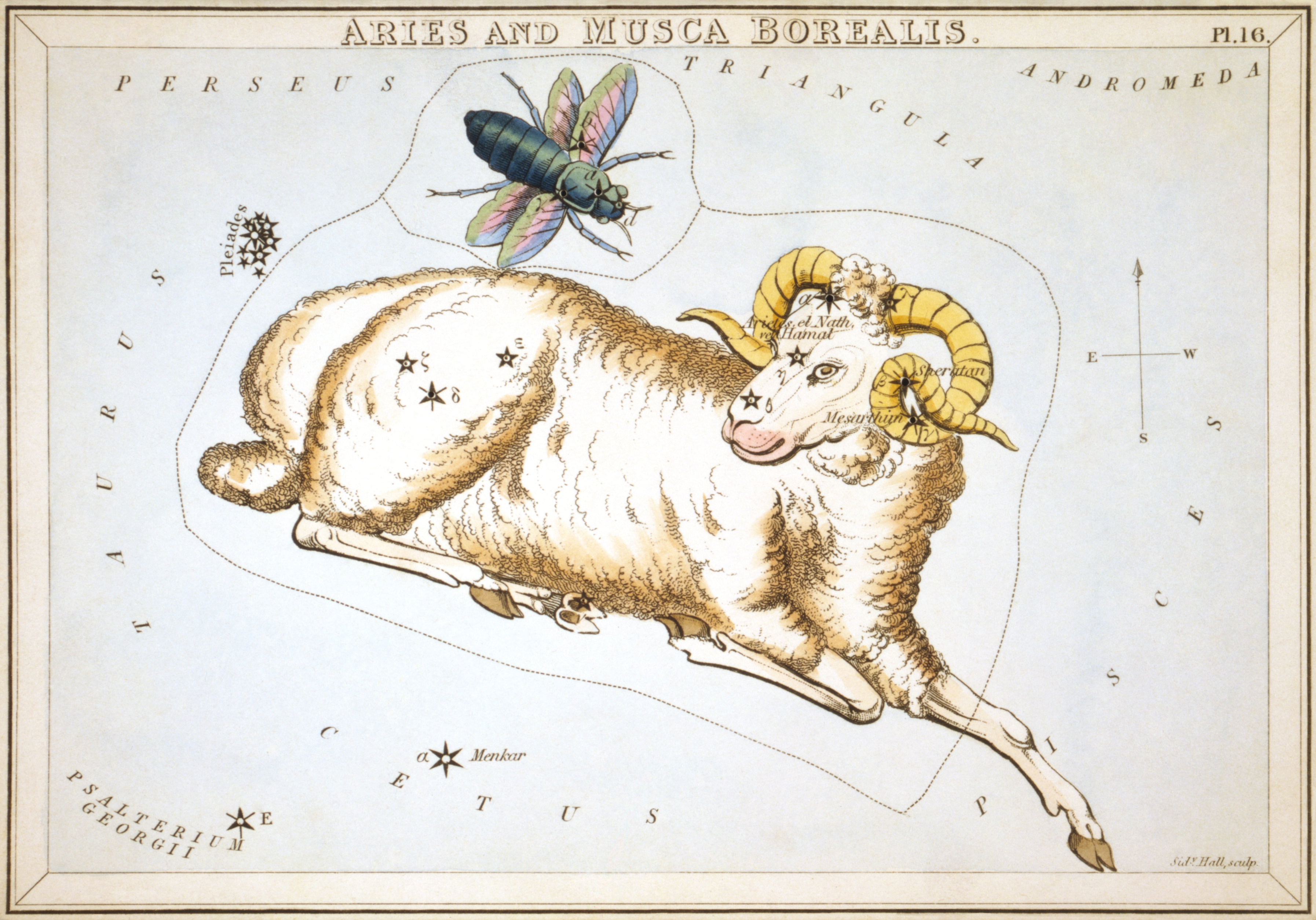
La guêpe et le bélier

La Guêpe (en latin Vespa) était une constellation créée par Jakob Bartsch au XVIIe siècle. Elle était située entre les constellations du Bélier et de Persée. Elle fut ensuite appelée Mouche boréale (Musca Borealis) par l’abbé Nicolas-Louis de Lacaille en 1752 ou 1753 avant d'être finalement rattachée au Bélier.
En 1679, Augustin Royer utilisa ces étoiles pour sa constellation Fleur-de-Lys (représentant la fleur de lys en l'honneur de son souverain, Louis XIV).
Voir également :
- Abeille
- Mouche australe
- Mouche